# Calomyscus hotsoni
Calomyscus hotsoni е вид бозайник от семейство Мишеподобни хамстери (Calomyscidae).

## Разпространение
Видът е разпространен в Иран и Пакистан.